# JW 메리어트 호텔 하노이
JW 메리어트 호텔 하노이(JW Marriot Hotel Hanoi)는 베트남 하노이 남뜨리엠군에 있는 5성급 호텔 중 하나이다. 4 km 거리에 이내에 베트남 민족학 박물관, 미술 박물관, 호찌민 박물관 등이 있다. 8층 건축물로 중국 건축풍을 특징으로 한다. 쇼핑을 즐길 수 있는 지역에 위치하고 있으며, 도심까지 8 km 이내의 거리이다. 2016년 버락 오바마 대통령, 2017년 시진핑 중국 국가주석, 2018년 문재인 대통령이 모두 이곳에 숙박한 적이 있다.